# Julia Hauke

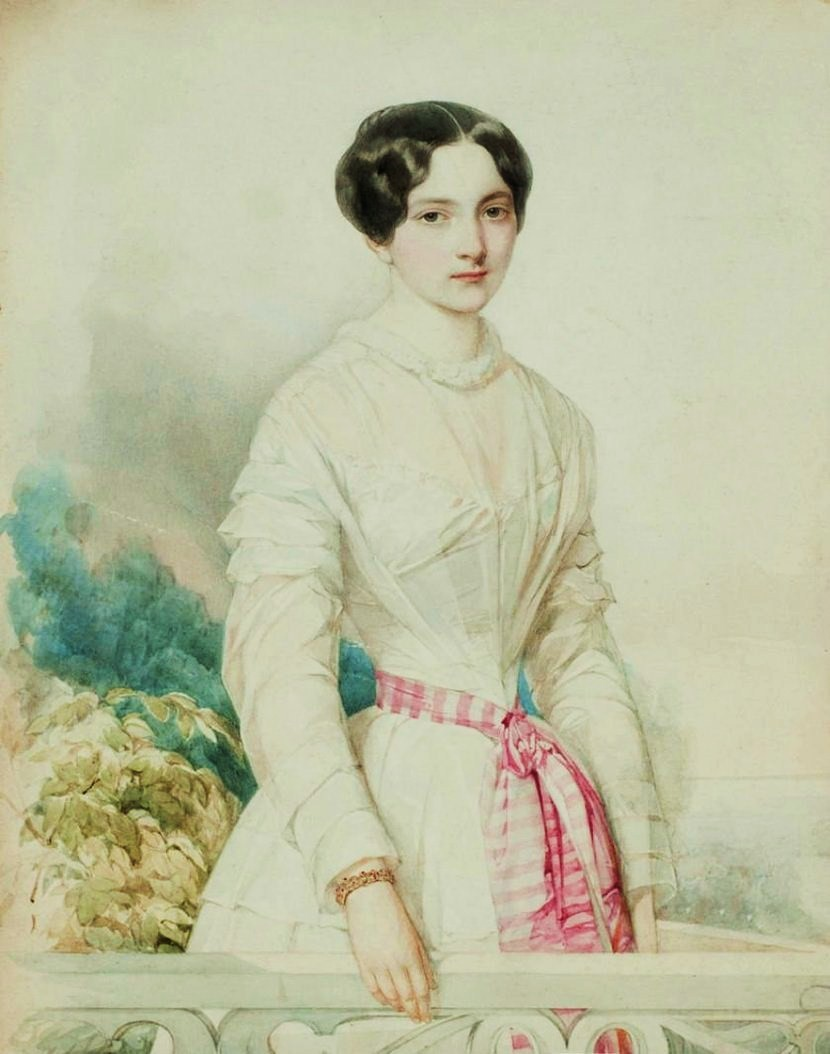
Julia Hauke

Julia Theresia, prinses van Battenberg (Warschau, 24 november 1825 – Heiligenberg, Seeheim-Jugenheim, 19 september 1895) werd geboren als Julie Therese (vanaf 1830: Gräfin) Hauke en was de dochter van Johan Maurits graaf Hauke en Sophie Lafontaine. Ze trouwde met prins Alexander van Hessen.

## Jeugd
Na te hebben gevochten in het leger van Tadeusz Kościuszko, Napoleon en dat van het hertogdom Warschau werd haar vader door tsaar Nicolaas I benoemd tot minister van Oorlog in Russisch-Polen en kreeg hij de titel graaf. In de opstand van 1830 werd Julia’s vader voor de ogen van zijn gezin vermoord. Haar moeder stierf kort daarna en de kinderen kwamen onder de hoede van de tsaar te staan.

## Huwelijk en gezin
Julia was hofdame van tsarina Maria Alexandrovna, de echtgenote van tsaar Alexander II. In die functie ontmoette ze prins Alexander van Hessen, de broer van de tsarina, in Sint-Petersburg. Ze trouwden op 28 oktober 1851; vanwege haar lage adellijke afkomst was het huwelijk morganatisch. In 1851 werd zij verheven tot Gräfin von Battenberg met het predicaat Erlaucht, in 1858 werd zij met haar kinderen door haar schoonbroer, groothertog Lodewijk III van Hessen-Darmstadt, verheven tot Prinzessin von Battenberg met het predicaat Durchlaucht.
Prinses Julia en Prins Alexander hadden vijf kinderen:
- Maria (1852–1923), trouwde in met graaf Gustaaf Ernst van Erbach-Schonberg
- Lodewijk Alexander (1854–1921), trouwde met prinses Victoria Maria van Hessen-Darmstadt, kleindochter van koningin Victoria van het Verenigd Koninkrijk
- Alexander (1857–1893), vorst van Bulgarije
- Hendrik Maurits (1858–1896), trouwde met prinses Beatrice, dochter van koningin Victoria van het Verenigd Koninkrijk
- Frans Josef (1861–1924), trouwde met prinses Anna Petrović-Njegoš van Montenegro

Julia’s zonen Lodewijk en Hendrik Maurits werden lid van het Engelse koninklijke huis. Op verzoek van koning George V van het Verenigd Koninkrijk deed Lodewijk Alexander in 1917 afstand van zijn Duitse titels. Hij kreeg ook nieuwe Engelse titels en nam de achternaam Mountbatten (een letterlijke vertaling van Battenberg) aan.